# Divij Sharan
Divij Sharan (ur. 2 marca 1986 w Delhi) – hinduski tenisista, reprezentant w Pucharze Davisa, medalista igrzysk azjatyckich.
W lipcu 2019 poślubił brytyjską tenisistkę Samanthę Murray.

## Kariera tenisowa
Karierę zawodową Sharan rozpoczął w 2004 roku.
Sharan głównie gra w grze podwójnej, wygrywając pięć turniejów rangi ATP Tour z siedmiu rozegranych finałów.
We wrześniu 2012 roku zadebiutował w reprezentacji Indii w Pucharze Davisa.
We wrześniu 2014 roku Sharan zdobył brązowy medal igrzysk azjatyckich w Inczonie w konkurencji gry podwójnej, wspólnie z Yukim Bhambrim. Cztery lata później w Palembangu triumfował w zawodach deblowych razem z Rohanem Bopanną.
W rankingu gry pojedynczej Sharan najwyżej był na 438. miejscu (30 lipca 2007), a w klasyfikacji gry podwójnej na 36. pozycji (16 lipca 2018).
W roku 2020 został laureatem nagrody Arjuna Award.

### Finały w turniejach ATP Tour
| Legenda                                      |
| -------------------------------------------- |
| Wielki Szlem                                 |
| Igrzyska olimpijskie                         |
| Tennis Masters Cup / ATP Finals              |
| ATP Masters Series / ATP Tour Masters 1000   |
| ATP International Series Gold / ATP Tour 500 |
| ATP International Series / ATP Tour 250      |

#### Gra podwójna (5–2)
| Końcowy wynik | Nr | Data                 | Turniej    | Nawierzchnia  | Partner           | Przeciwnicy                          | Wynik finału   |
| ------------- | -- | -------------------- | ---------- | ------------- | ----------------- | ------------------------------------ | -------------- |
| Zwycięzca     | 1. | 20 lipca 2013        | Bogota     | Twarda        | Purav Raja        | Édouard Roger-Vasselin Igor Sijsling | 7:6(4), 7:6(3) |
| Zwycięzca     | 2. | 13 sierpnia 2016     | Los Cabos  | Twarda        | Purav Raja        | Jonatan Erlich Ken Skupski           | 7:6(4), 7:6(3) |
| Finalista     | 1. | 8 stycznia 2017      | Ćennaj     | Twarda        | Purav Raja        | Rohan Bopanna Jeevan Nedunchezhiyan  | 3:6, 4:6       |
| Zwycięzca     | 3. | 22 października 2017 | Antwerpia  | Twarda (hala) | Scott Lipsky      | Santiago González Julio Peralta      | 6:4, 2:6, 10–5 |
| Zwycięzca     | 4. | 5 stycznia 2019      | Pune       | Twarda        | Rohan Bopanna     | Luke Bambridge Jonny O’Mara          | 6:3, 6:4       |
| Finalista     | 2. | 5 maja 2019          | Monachium  | Ceglana       | Marcelo Demoliner | Frederik Nielsen Tim Pütz            | 4:6, 2:6       |
| Zwycięzca     | 5. | 22 września 2019     | Petersburg | Twarda (hala) | Igor Zelenay      | Matteo Berrettini Simone Bolelli     | 6:3, 3:6, 10–8 |